# Saint-Domineuc
Saint-Domineuc [sɛ̃ dɔminøk] est une commune française située dans le département d'Ille-et-Vilaine en région Bretagne.
En 2022, elle compte 2 587 habitants,,.

## Géographie
Saint Domineuc est une commune située à 34,4 km de Rennes, à 36,5 km de Saint-Malo et à 10,9 km de Combourg. Elle s'étend sur environ 1 570 hectares.

### Communes limitrophes
|             | Pleugueneuc    |                            |
| Trévérien   | Saint-Domineuc | La Chapelle-aux-Filtzméens |
| Saint-Thual | Tinténiac      | Québriac                   |

### Hydrographie
Pour un article plus général, voir Réseau hydrographique d'Ille-et-Vilaine.
La commune est située dans le bassin Loire-Bretagne. Elle est drainée par le canal d'Ille et Rance, le Linon, la Donac, le Romoulin,le ruisseau de Romoulin,,.
Le canal d'Ille-et-Rance est un canal, chenal et un cours d'eau naturel navigable, d'une longueur de 84 km, prend sa source dans la commune de Montreuil-sur-Ille et se jette  dans l'Ille à Saint-Grégoire, après avoir traversé 25 communes. 
Le Linon, d'une longueur de 36 km, prend sa source dans la commune de Trémeheuc et se jette  dans la Rance à Évran, après avoir traversé neuf communes. 
La Donac, d'une longueur de 18 km, prend sa source dans la commune de Dingé et se jette  dans le Canal d'Ille-et-Rance  à Pleugueneuc, après avoir traversé sept communes. 

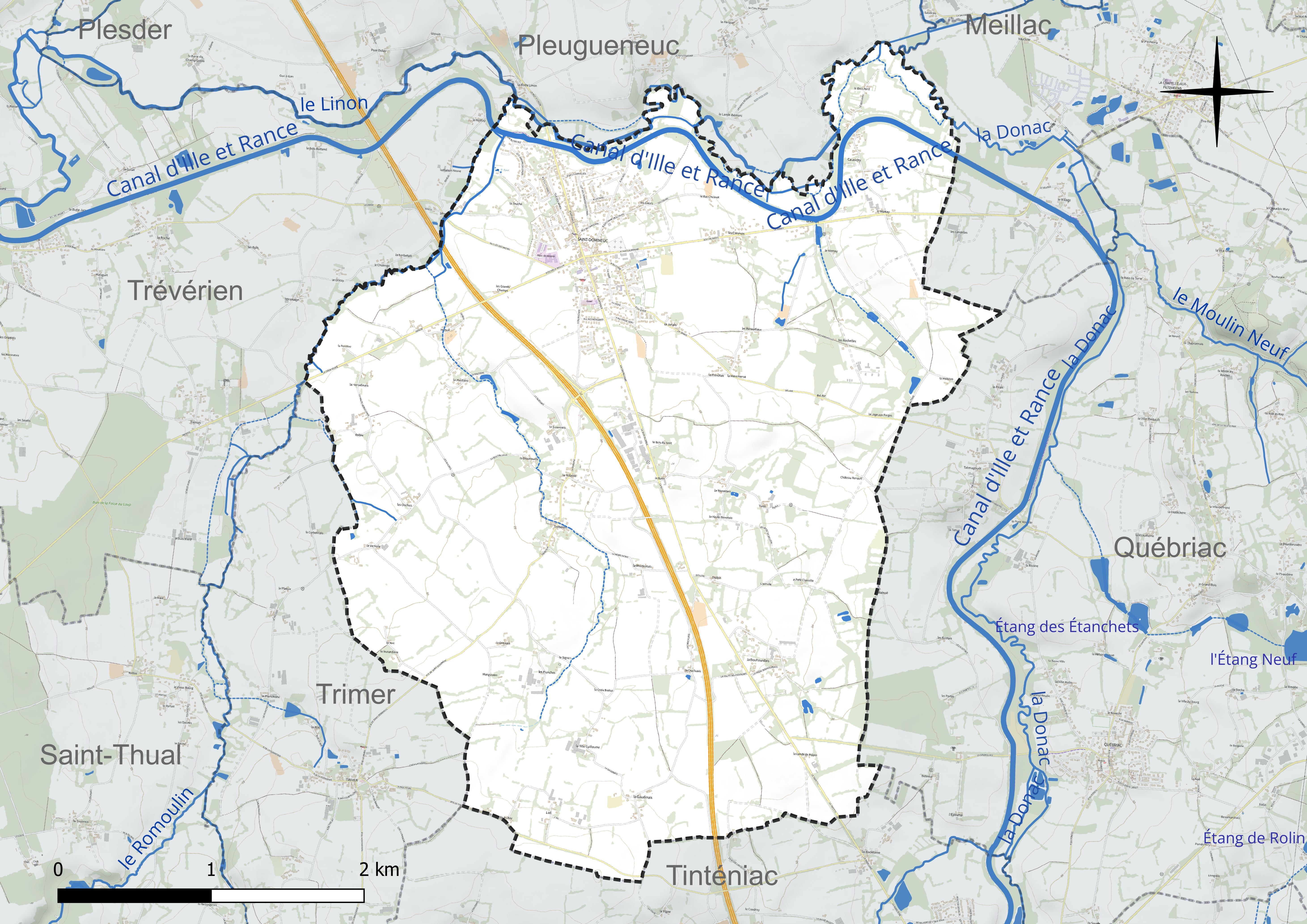
Réseau hydrographique de Saint-Domineuc.

### Climat
Pour des articles plus généraux, voir Climat de la Bretagne et Climat d'Ille-et-Vilaine.
En 2010, le climat de la commune est de type climat océanique franc, selon une étude du CNRS s'appuyant sur une série de données couvrant la période 1971-2000. En 2020, Météo-France publie une typologie des climats de la France métropolitaine dans laquelle la commune est exposée à un climat océanique et est dans la région climatique Bretagne orientale et méridionale, Pays nantais, Vendée, caractérisée par une faible pluviométrie en été et une bonne insolation. Parallèlement l'observatoire de l'environnement en Bretagne publie en 2020 un zonage climatique de la région Bretagne, s'appuyant sur des données de Météo-France de 2009. La commune est, selon ce zonage, dans la zone « Intérieur Est », avec des hivers frais, des étés chauds et des pluies modérées.
Pour la période 1971-2000, la température annuelle moyenne est de 11,5 °C, avec une amplitude thermique annuelle de 12,2 °C. Le cumul annuel moyen de précipitations est de 749 mm, avec 12,3 jours de précipitations en janvier et 6,9 jours en juillet. Pour la période 1991-2020, la température moyenne annuelle observée sur la station météorologique la plus proche, située sur la commune du Quiou à 10 km à vol d'oiseau, est de 11,6 °C et le cumul annuel moyen de précipitations est de 757,4 mm,. Pour l'avenir, les paramètres climatiques de la commune estimés pour 2050 selon différents scénarios d'émission de gaz à effet de serre sont consultables sur un site dédié publié par Météo-France en novembre 2022.

## Urbanisme

### Typologie
Au 1er janvier 2024, Saint-Domineuc est catégorisée bourg rural, selon la nouvelle grille communale de densité à sept niveaux définie par l'Insee en 2022.
Elle est située hors unité urbaine. Par ailleurs la commune fait partie de l'aire d'attraction de Rennes, dont elle est une commune de la couronne,. Cette aire, qui regroupe 183 communes, est catégorisée dans les aires de 700 000 habitants ou plus (hors Paris),.

### Occupation des sols
L'occupation des sols de la commune, telle qu'elle ressort de la base de données européenne d'occupation biophysique des sols Corine Land Cover (CLC), est marquée par l'importance des territoires agricoles (94,7 % en 2018), en diminution par rapport à 1990 (95,6 %). La répartition détaillée en 2018 est la suivante :
terres arables (46,8 %), zones agricoles hétérogènes (29 %), prairies (18,9 %), zones urbanisées (5,3 %). L'évolution de l'occupation des sols de la commune et de ses infrastructures peut être observée sur les différentes représentations cartographiques du territoire : la carte de Cassini (XVIIIe siècle), la carte d'état-major (1820-1866) et les cartes ou photos aériennes de l'IGN pour la période actuelle (1950 à aujourd'hui).

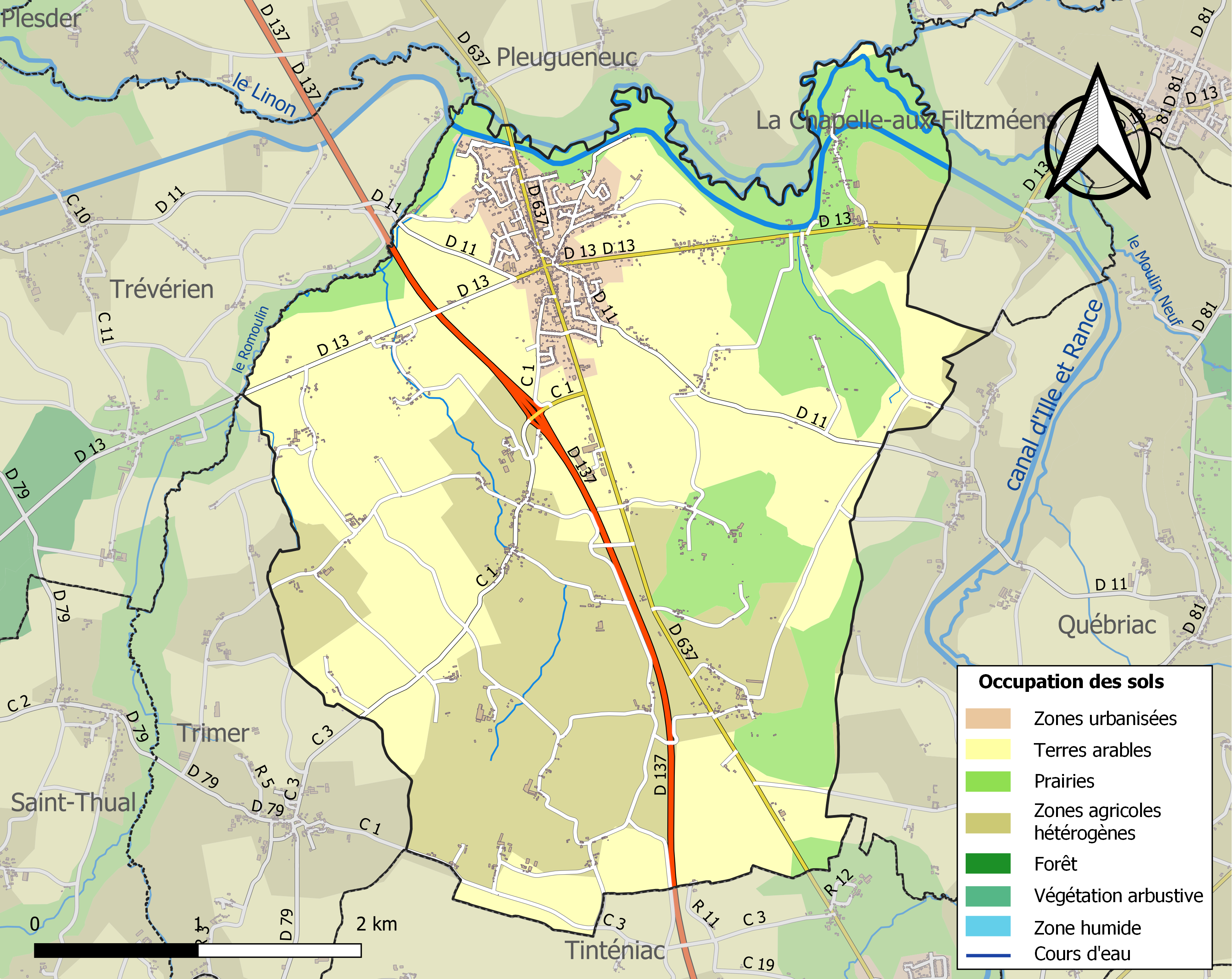
Carte des infrastructures et de l'occupation des sols de la commune en 2018 (CLC).

### Géologie et relief
Le sous-sol est composé principalement de roches comme le granite et la schiste.

### Lieux-dits, hameaux et écarts
- Biheul
- La Bouhourdais
- Le Bois du Breil
- La Boutreuille
- La Buzadière
- La Butte
- Couëdan
- Clairville
- La Crochuais
- Calaudry
- Les Chesnots
- La Croix Breton
- La Crapaudière
- Dollon
- La Hautière
- La Gaudinais
- La Grassais
- La Suzenais
- Les Grand-Champs
- Hénon
- La Janais
- La Lande de Poipin
- Lail
- La Ménetais
- La Maltière
- La Mare Hervé
- Le Mottay
- La Mordantais
- La Noë Liet
- Les Cours
- Les Ouches
- Le Bas-Chesnot
- La Touche
- La Perrière
- La Provotais
- Le Puits-Rellan
- La Perrière
- La Roberie
- La Ramée
- Les Renaudiaux
- Les Rochelles
- La Touche
- Trebeslin
- Aux Planches
- La Hervelinais
- La Ville Guillaume
- La Ville es Ray
- La Verrerie

## Toponymie
Les formes anciennes attestées de Saint-Domineuc sont Lann de Domnech au VIIIe siècle et Sans Domenoch au XIe siècle. La commune de Saint-Domineuc ayant progressivement abandonné la langue bretonne au haut Moyen-Âge, elle était située à la limite de la zone bilingue, le préfixe Lann- bien connu en Bretagne que l'on trouve au VIIe siècle a été abandonné au profit de Saint.
La forme bretonne actuelle est Landoveneg[réf. nécessaire]. 9,5% des toponymes de la commune sont d'origine brittonique [réf. nécessaire].
Le gentilé est Docmaëlien.

## Histoire

### Antiquité
Dès l'Antiquité, le site de Saint-Domineuc est occupé : les médailles gauloises enfermées dans un vase de terre noire, ainsi que les haches celtiques en pierre et en bronze retrouvées, en témoignent. Un passage à gué primitif est découvert lors du tracé de la voie express Rennes-Saint-Malo.

### Moyen Âge
Dans la première moitié du VIe siècle, un petit monastère est créé par un moine breton, Dom(e)nec arrivé de Grande-Bretagne. Cet édifice religieux est à l'origine de la commune moderne[réf. nécessaire].
Au XIe siècle, le cartulaire de l'abbaye Saint-Georges de Rennes évoque une terra Sancti Domelli. Elle est alors probablement placée sous l'autorité de la paroisse de Tinténiac, à laquelle elle échappe au début du XIIIe siècle lorsqu'elle est érigée en paroisse indépendante.
Le manoir de la Bouhourdais (aujourd'hui disparu) est donné aux Hospitaliers de l'ordre de Saint-Jean de Jérusalem au début du XIIIe siècle par Guillaume II de Tinténiac.
Cinq nobles de Saint-Domineuc tenaient fiefs dans l'ancien archevêché de Rennes : Georges Bachelier, Ernest ou Benoît Bonnier, Alain de Lestang, Jehan de La Buzardière anobli en 1463, et Étienne Louasel[réf. nécessaire].

### Temps modernes
En 1665, les religieuses de l'abbaye Saint-Georges jouissent toujours du grand bailliage de Saint-Domineuc et, en 1790, les mêmes religieuses afferment leurs dîmes en la commune pour un peu plus de 2 000 livres.
Hyacinthe de Pontual, né à Dinan (1773-1835), colonel, chevalier de l'ordre de Saint-Louis, connu comme chef chouan sous le nom de Sans Quartier, récupéra titres et biens. Il vécut au manoir de la Ramée qui appartenait à son épouse Louise Delphine de Trogoff. Ils habitaient au manoir de la Buzière lors de la naissance de leur fils Louis (1809-1870) qui fut officier dans l'infanterie[réf. nécessaire].

### Époque contemporaine

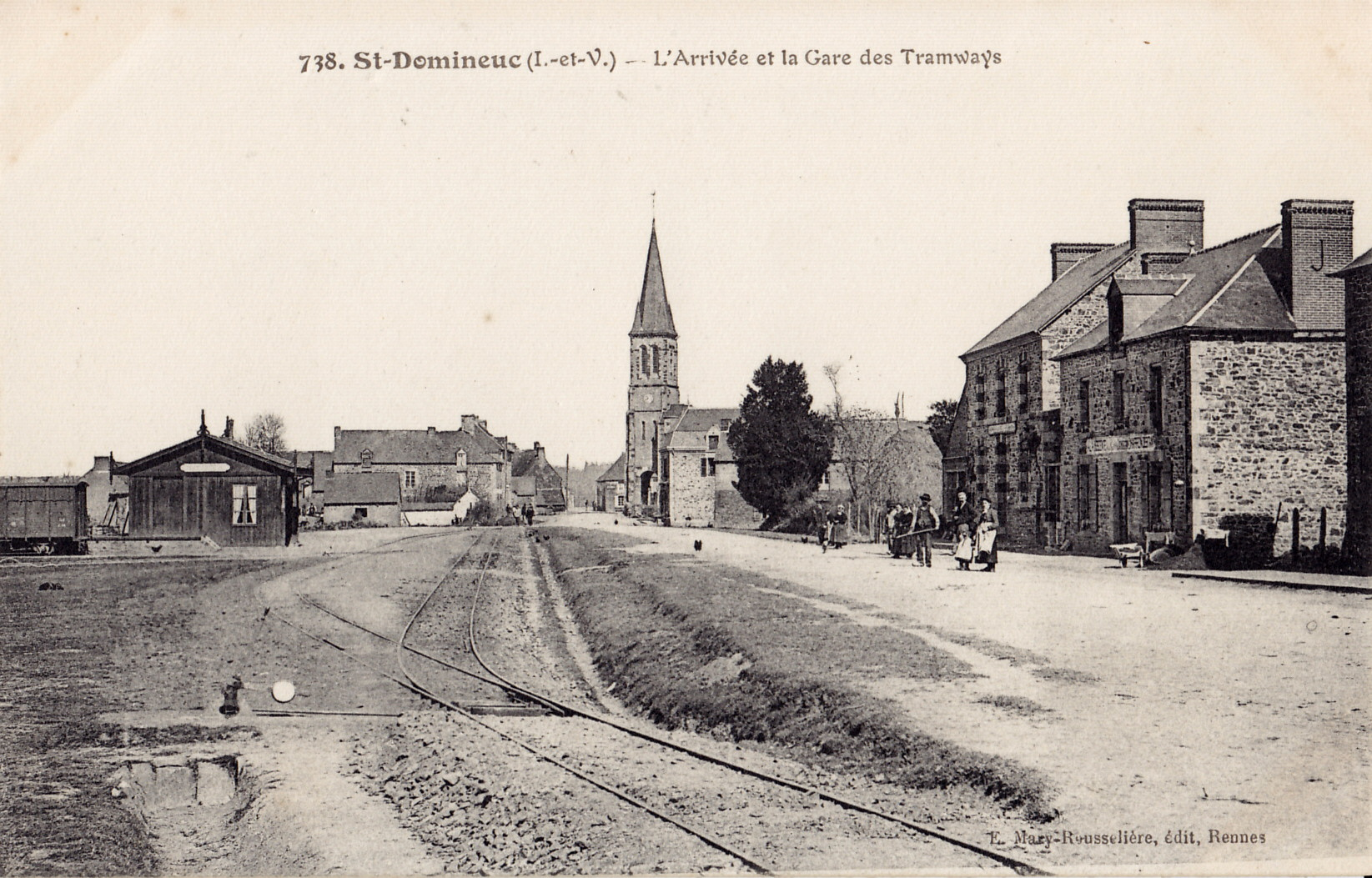
Le village a été desservi de 1901 à 1950 par la ligne de chemin de fer secondaire à voie métrique Rennes-Croix-Mission -La Mézière-Saint-Malo des Tramways d'Ille-et-Vilaine.
On en voit ici la gare, au début du XXe siècle.

En 1858, la congrégation de l'Immaculée-Conception de Saint-Méen-le-Grand fonde une école communale de filles avec trois religieuses, dont les salles de classe sont ultérieurement transformées en écurie.
Les habitants, qui vivent principalement de l'agriculture, profitent néanmoins d'une situation propice au négoce, sur l'axe routier Rennes-Saint-Malo et sur le canal d'Ille-et-Rance[réf. nécessaire].

## Politique et administration

### Rattachements administratifs et électoraux
Saint-Domineuc appartient à l'arrondissement de Saint-Malo et au canton de Combourg depuis le redécoupage cantonal de 2014. Avant cette date, elle faisait partie du canton de Tinténiac.
Pour l'élection des députés, la commune fait partie de la troisième circonscription d'Ille-et-Vilaine, représentée depuis février 2020 par Claudia Rouaux (PS-NFP). Auparavant, elle a successivement appartenu à la circonscription de Saint-Malo (Second Empire), la 2e circonscription de Saint-Malo (IIIe République), la 6e circonscription (1958-1986) et la 2e circonscription (1988-2012).

### Intercommunalité
Depuis le 6 décembre 1995, Saint-Domineuc appartient à la communauté de communes Bretagne Romantique. Cette intercommunalité a succédé à l'association pour le développement économique du Combournais puis au SIVOM des cantons de Combourg, Tinténiac et Pleine-Fougères, fondé en décembre 1979, auquel appartenait la commune.

### Administration municipale
Le nombre d'habitants au dernier recensement étant compris entre 1 500 et 2 499, le nombre de membres du conseil municipal est de 19.

### Liste des maires
| Période                                  | Période                     | Identité                             | Étiquette     | Qualité |
| ---------------------------------------- | --------------------------- | ------------------------------------ | ------------- | --- |
| Les données manquantes sont à compléter. |                             |                                      |               | |
| 1793                                     | brumaire an IV              | Joseph Roquet                        |               | Notaire |
| brumaire an IV                           | vendémiaire an VI           | Pierre Amice                         |               | |
| vendémiaire an VI                        | brumaire an VI              | François Busuel                      |               | |
| brumaire an VI                           | prairial an VII             | Pierre Landais                       |               | |
| prairial an VII                          | septembre 1815              | Joseph Roquet                        |               | |
| septembre 1815                           | 1817                        | Denis-Joseph Leblanc                 |               | |
| 1817                                     | octobre 1830                | Louis Bertault                       |               | Cultivateur |
| octobre 1830                             | août 1845 (démission)       | Jean-François Joubert                |               | Capitaine Chevalier de la Légion d'honneur |
| août 1845                                | juin 1859 (démission)       | Joseph Hervoche                      |               | Propriétaire |
| juin 1859                                | juin 1859                   | Julien Bouillier                     |               | Maire par intérim, adjoint de Joseph Hervoche |
| 30 juin 1859                             | 29 janvier 1869 (démission) | Pierre-Louis Landais                 |               | Propriétaire cultivateur |
| 1869                                     | 1877                        | Pierre-Marin Lebreton                |               | Brigadier des douanes, instituteur public |
| 1877                                     | 1898 (décès)                | Henri Joubert (père)                 |               | Médécin |
| 1898                                     | 1907 (décès)                | Henri Joubert (fils)                 | Républicain   | Conseiller général de Tinténiac (1901 → 1907) |
| 1908                                     | 1908 (décès)                | Adolphe Leveque                      |               | Sans profession |
| 1908                                     | 1932                        | Joseph Robert                        | RG            | Négociant Conseiller général de Tinténiac (1919 → 1925) |
| 1932                                     | 1940                        | Jacques Jambon                       |               | |
| 1940                                     | 1941 (décès)                | Pierre Duval                         |               | |
| 1941                                     | 6 janvier 1963              | Henri Nogues                         |               | |
| 1963                                     | août 1991 (décès)           | Roger Nogues                         | Rad. puis DVD | Professeur d'éducation physique et sportive Conseiller général de Tinténiac (1964 → 1991) Vice-président du conseil général d'Ille-et-Vilaine (? → 1991) Réélu en 1965, 1971, 1977, 1983 et 1989 |
| 1991                                     | juin 1995                   | Thérèse Nogues (épouse du précédent) | DVD           | Ancienne directrice de foyer-logement Conseillère générale de Tinténiac (1991 → 1994) |
| juin 1995                                | mars 2001                   | Pierre Saget                         | DVD           | Artisan boulanger retraité, maire honoraire |
| mars 2001                                | mars 2014                   | Michel Fraboulet                     | UMP           | Médecin généraliste Réélu en 2008 |
| mars 2014,                               | En cours (au 31 mai 2020)   | Benoît Sohier                        | PS            | Professeur d'histoire-géographie Conseiller départemental de Combourg (2021 → ) Suppléant de la députée Claudia Rouaux (2022 → ) Réélu pour le mandat 2020-2026                                  |

### Jumelages
Avec Québriac, la commune est associée aux jumelages de Tinténiac :
- Botesdale (Royaume-Uni) depuis 1993
- Redgrave (en) (Royaume-Uni) depuis 1993
- Rickinghall (Royaume-Uni) depuis 1993
- Bersenbrück (Allemagne) depuis 2000

## Démographie
L'évolution du nombre d'habitants est connue à travers les recensements de la population effectués dans la commune depuis 1793. Pour les communes de moins de 10 000 habitants, une enquête de recensement portant sur toute la population est réalisée tous les cinq ans, les populations de référence des années intermédiaires étant quant à elles estimées par interpolation ou extrapolation. Pour la commune, le premier recensement exhaustif entrant dans le cadre du nouveau dispositif a été réalisé en 2008.
En 2022, la commune comptait 2 587 habitants, en évolution de +2,86 % par rapport à 2016 (Ille-et-Vilaine : +5,46 %, France hors Mayotte : +2,11 %).
| 1793  | 1800  | 1806  | 1821  | 1831  | 1836  | 1841  | 1846  | 1851  |
| ----- | ----- | ----- | ----- | ----- | ----- | ----- | ----- | ----- |
| 1 500 | 1 337 | 1 369 | 1 456 | 1 502 | 1 442 | 1 455 | 1 479 | 1 505 |

| 1856  | 1861  | 1866  | 1872  | 1876  | 1881  | 1886  | 1891  | 1896  |
| ----- | ----- | ----- | ----- | ----- | ----- | ----- | ----- | ----- |
| 1 588 | 1 687 | 1 660 | 1 547 | 1 579 | 1 602 | 1 620 | 1 621 | 1 608 |

| 1901  | 1906  | 1911  | 1921  | 1926  | 1931  | 1936  | 1946  | 1954  |
| ----- | ----- | ----- | ----- | ----- | ----- | ----- | ----- | ----- |
| 1 590 | 1 565 | 1 547 | 1 286 | 1 262 | 1 234 | 1 106 | 1 085 | 1 085 |

| 1962  | 1968  | 1975  | 1982  | 1990  | 1999  | 2006  | 2008  | 2013  |
| ----- | ----- | ----- | ----- | ----- | ----- | ----- | ----- | ----- |
| 1 047 | 1 013 | 1 127 | 1 333 | 1 339 | 1 437 | 1 962 | 2 112 | 2 472 |

| 2018  | 2022  | - | - | - | - | - | - | - |
| ----- | ----- | - | - | - | - | - | - | - |
| 2 548 | 2 587 | - | - | - | - | - | - | - |

## Lieux et monuments

### Patrimoine religieux
- Église Saint-Docmaël : ancienne trêve de Tinténiac, elle fut érigée en paroisse au début du XIIIe siècle. Elle était anciennement dédiée à saint Docmaël, évêque breton. L'édifice conserve de la période romane des vestiges dans le gros-œuvre de la nef. La porte sud date de la première moitié du XVe siècle. Elle avait du être reconstruite partiellement au XVIe siècle, la date de 1515 était autrefois visible sur le pignon occidental et la date de 1560 est toujours visible sur la porte remployée du transept nord. Le chœur et le transept plus élevés sont reconstruits en 1833 et le clocher-porche en 1861 par l´architecte Aristide Tourneux. Elle conserve une statue en bois de son saint patron, avec un décor en ronde-bosse, polychrome, peint à la poudre d'or.
- Presbytère.
- Chapelle Sainte-Anne à la Suzenais, dite autrefois chapelle Notre-Dame. Pietà en bois du XVIe siècle[40].
- Chemins de croix à La Croix Breton, Les Cours, Le Mottay et près de Biheul.

### Patrimoine civil
- Manoir de la Buzardière : construit entre le XVIe et le XVIIIe siècle, il conserve une tourelle avec une petite meurtrière. L'intérieur renferme un écusson en pointe chargé d'un monogramme. Hyacinthe de Pontual en fut propriétaire, avec celui de la Ramée par héritage de son épouse. Leur fils Louis est né à la Buzière en 1809[41].
- Manoir de la Ramée : construction du XVIIe siècle, sa partie droite daterait de 1530. Composé de trois pièces d'habitations rectangulaires, flanqué sur sa façade postérieure d'une tourelle d'escalier ronde enfermant un escalier à vis en bois, il est orné dans ses parties hautes d'une corniche moulurée, de trois souches de cheminée en calcaire sculptées. Chacune des salles se distingue par quelques belles ouvertures en granite : une lucarne à fronton triangulaire, colonnettes et moulures (salle ouest), une porte en plein cintre à moulures (salle centrale), une porte en plein cintre et une fenêtre rectangulaire à moulures (salle est). Sa chapelle a disparu[42]. Depuis la construction du canal d'Ille-et-Rance, le manoir se trouve enclavé et en dessous du niveau de l'eau. Sa toiture en ardoises a été remplacée par de la tuile mécanique.
- Maisons des XVIe et XVIIe siècles à Boutreuille, Hénon, Biheul, la Hautière, la Roberie, Trebeslin, aux Planches et à la Hervelinais.
- Maison éclusière no 38 à l'écluse de Couëdan.
- Borne de la voie de la Liberté, route nationale 137.
- Moulin à eau à Haute Ramée (disparu).
- Un pilier du cimetière porte les armes de France et celles de la famille Buat.
- Menhir de la Cruchais.
- Ancienne minoterie.